# كيساري (فلم 2019)
كيساري أو زعفران (بالهندية: केसरी) هو فيلم حربي تاريخي من إنتاج الهند، وهو من سيناريو وإخراج أنوراغ سينغ وبالاشتراك مع كاران جوهر. اشترك في إنتاج الفيلم كل من دهارما للإنتاج واستويوهات زيي. تم الإعلان عن بدأ مشروع الفيلم في أكتوبر 2017، وبدأ التصوير الرئيسي في يناير 2018، وتم الانتهاء منه في ديسمبر من نفس العام. تكلفة إنتاج الفيلم وصلت إلى 10 ملايين روبية (11 مليون دولار أمريكي).
أخيراً صدر الفيلم في الهند من خلال مهرجان هولي في 21 مارس 2019. وحقق الفيلم أرباحاً تقدر 207 كرور روبية، ليكون أعلى الأفلام الهندية في الإرادات من خلال شباك التذاكر عالمياً.

## القصة
يحكي الفيلم فصة معركة ساراجارهي، التي وقعت بين 21 جندياً من السيخ يتبعون للجيش البريطاني الهندي، وبين 10,000 من أفراد قبائل أفريدي وأوركازي البشتونية وذلك عام 1897.

## طاقم التمثيل
- أكشاي كومار بدور ايشار سينغ
- بارنيتي تشوبرا بدور جيفاني كور

## روابط خارجية
- كيساري على موقع IMDb (الإنجليزية)
- كيساري على موقع روتن توميتوز (الإنجليزية)
- كيساري على موقع أول موفي (الإنجليزية)
- كيساري على موقع قاعدة بيانات الفيلم (الإنجليزية)
- كيساري على موقع ليتربوكسد (الإنجليزية)
- كيساري على موقع كينوبويسك (الروسية)